# Guy Auffray
Guy Auffray (Diénay, 8 de febrero de 1945-Poissy, 11 de enero de 2021) fue un deportista francés que compitió en judo. Ganó una medalla en el Campeonato Mundial de Judo de 1971, y dos medallas en el Campeonato Europeo de Judo en los años 1971 y 1973.

## Palmarés internacional
| Campeonato Mundial | Campeonato Mundial  | Campeonato Mundial | Campeonato Mundial |
| Año                | Lugar               | Medalla            | Categoría          |
| ------------------ | ------------------- | ------------------ | ------------------ |
| 1971               | Ludwigshafen (RFA)  | Medalla de bronce  | –80 kg             |
| Campeonato Europeo |                     |                    |                    |
| Año                | Lugar               | Medalla            | Categoría          |
| 1971               | Gotemburgo (Suecia) | Medalla de oro     | –80 kg             |
| 1973               | Madrid (España)     | Medalla de plata   | –80 kg             |